# Ceropegia lindenii
Ceropegia lindenii är en oleanderväxtart som beskrevs av J.J. Lavranos. Ceropegia lindenii ingår i släktet Ceropegia och familjen oleanderväxter. Inga underarter finns listade i Catalogue of Life.